# Uwe Madeja
Uwe Madeja (ur. 6 lutego 1959 w Berlinie) – niemiecki kajakarz, kanadyjkarz. Srebrny medalista olimpijski z Moskwy.

## Kariera sportowa
Reprezentował Niemiecką Republiką Demokratyczną. Zawody w 1980 były jego jedynymi igrzyskami olimpijskimi. Medal zdobył w kajakowej dwójce na dystansie 1000 metrów, w osadzie płynął również Olaf Heukrodt. Na mistrzostwach świata zdobył dwa medale w dwójce. W 1981 był drugi na 1000 metrów, a w 1982 trzeci na 500 metrów.